# Super-Formula-Saison 2017
Die Super-Formula-Saison 2017 war die 31. Saison der Super Formula. Sie umfasste insgesamt sieben Rennen. Die Saison begann am 23. April und endete am 22. Oktober in Suzuka.

## Teams und Fahrer
Alle Teams fuhren mit dem Chassis Dallara SF14 und Reifen von Yokohama.
| Team                         | Nr. | Fahrer             | Motor         | Rennen |
| ---------------------------- | --- | ------------------ | ------------- | ------ |
| P.μ/cerumo・INGING           | 01  | Yūji Kunimoto      | Toyota RI4A   | 1–9    |
| P.μ/cerumo・INGING           | 02  | Hiroaki Ishiura    | Toyota RI4A   | 1–9    |
| Kondō Racing                 | 03  | Nick Cassidy       | Toyota RI4A   | 1–9    |
| Kondō Racing                 | 04  | Kenta Yamashita    | Toyota RI4A   | 1–9    |
| Sunoco Team LeMans           | 07  | Felix Rosenqvist   | Toyota RI4A   | 1–9    |
| Sunoco Team LeMans           | 08  | Kazuya Oshima      | Toyota RI4A   | 1–9    |
| Real Racing                  | 10  | Koudai Tsukakoshi  | Honda HR-414E | 1–9    |
| Team Mugen                   | 15  | Pierre Gasly       | Honda HR-414E | 1–9    |
| Team Mugen                   | 16  | Naoki Yamamoto     | Honda HR-414E | 1–9    |
| KCMG                         | 18  | Kamui Kobayashi    | Toyota RI4A   | 1–9    |
| Itochu Enex Team Impul       | 19  | Yuhi Sekiguchi     | Toyota RI4A   | 1–9    |
| Itochu Enex Team Impul       | 20  | Jann Mardenborough | Toyota RI4A   | 1–9    |
| Vantelin Team TOM’S          | 36  | André Lotterer     | Toyota RI4A   | 1–9    |
| Vantelin Team TOM’S          | 37  | Kazuki Nakajima    | Toyota RI4A   | 1–9    |
| Docomo Team Dandelion Racing | 40  | Tomoki Nojiri      | Honda HR-414E | 1–9    |
| Docomo Team Dandelion Racing | 41  | Takuya Izawa       | Honda HR-414E | 1–9    |
| B-MAX Racing Team            | 50  | Takashi Kogure     | Honda HR-414E | 1–9    |
| Nakajima Racing              | 64  | Daisuke Nakajima   | Honda HR-414E | 1–9    |
| Nakajima Racing              | 65  | Narain Karthikeyan | Honda HR-414E | 1–9    |

## Rennkalender
Die Saison 2017 umfasste eigentlich sieben Rennwochenenden mit insgesamt neun Rennen. Die beiden letzten Rennen in Suzuka mussten aber wegen des Taifuns LAN abgesagt werden.
| Nr. | Datum         | Rennstrecke | Pole-Position      | Schnellste Runde   | Sieger          | Zweiter          | Dritter          |
| --- | ------------- | ----------- | ------------------ | ------------------ | --------------- | ---------------- | ---------------- |
| 1.  | 23. April     | Suzuka      | Kazuki Nakajima    | Koudai Tsukakoshi  | Kazuki Nakajima | Naoki Yamamoto   | Yuji Kunimoto    |
| 2.  | 27. Mai       | Mimasaka    | Yuhi Sekiguchi     | Felix Rosenqvist   | André Lotterer  | Yuhi Sekiguchi   | Nick Cassidy     |
| 3.  | 28. Mai       | Mimasaka    | Hiroaki Ishiura    | Kamui Kobayashi    | Yuhi Sekiguchi  | Hiroaki Ishiura  | André Lotterer   |
| 4.  | 9. Juli       | Fuji        | Yuji Kunimoto      | Felix Rosenqvist   | Hiroaki Ishiura | Felix Rosenqvist | André Lotterer   |
| 5.  | 20. August    | Motegi      | Kenta Yamashita    | Koudai Tsukakoshi  | Pierre Gasly    | Kamui Kobayashi  | Felix Rosenqvist |
| 6.  | 10. September | Kamitsue    | Tomoki Nojiri      | Jann Mardenborough | Pierre Gasly    | Felix Rosenqvist | Kazuya Oshima    |
| 7.  | 24. September | Sugō        | Nick Cassidy       | Hiroaki Ishiura    | Yūhi Sekiguchi  | Pierre Gasly     | Kazuki Nakajima  |
| 8.  | 22. Oktober   | Suzuka      | André Lotterer     | Rennen abgesagt    | Rennen abgesagt | Rennen abgesagt  | Rennen abgesagt  |
| 9.  | 22. Oktober   | Suzuka      | Jann Mardenborough | Rennen abgesagt    | Rennen abgesagt | Rennen abgesagt  | Rennen abgesagt  |

## Wertungen

### Punktesystem
Die Punkte wurden nach folgendem Schema vergeben:
| Punkteverteilung | Punkteverteilung | Punkteverteilung | Punkteverteilung | Punkteverteilung | Punkteverteilung | Punkteverteilung | Punkteverteilung | Punkteverteilung | Punkteverteilung | Punkteverteilung |
| ---------------- | ---------------- | ---------------- | ---------------- | ---------------- | ---------------- | ---------------- | ---------------- | ---------------- | ---------------- | ---------------- |
| Rennen           | Platz            | 1                | 2                | 3                | 4                | 5                | 6                | 7                | 8                | PP               |
| 1, 4–7           | Punkte           | 10               | 8                | 6                | 5                | 4                | 3                | 2                | 1                | 1                |
| 2, 3             | Punkte           | 5                | 4                | 3                | 2,5              | 2                | 1,5              | 1                | 0,5              | 1                |
| 8, 9             | Punkte           | 8                | 4                | 3                | 2,5              | 2                | 1,5              | 1                | 0,5              | 1                |

### Fahrerwertung
| Pos. | Fahrer             | SU1 | OKA | OKA | FUJ | MOT | AUT | SUG | SU2 | SU2 | Punkte |
| ---- | ------------------ | --- | --- | --- | --- | --- | --- | --- | --- | --- | ------ |
| 1    | Hiroaki Ishiura    | 4   | 8   | 2   | 1   | 4   | 4   | 6   | C   | C   | 33,5   |
| 2    | Pierre Gasly       | 10  | 19  | 7   | 5   | 1   | 1   | 2   | C   | C   | 33,0   |
| 3    | Felix Rosenqvist   | 11  | 12  | 4   | 2   | 3   | 2   | 5   | C   | C   | 28,5   |
| 4    | Yuhi Sekiguchi     | 12  | 2   | 1   | 4   | 16  | 10  | 1   | C   | C   | 25,0   |
| 5    | Kazuki Nakajima    | 1   | 9   | 18  | 7   | 11  | 6   | 3   | C   | C   | 22,0   |
| 6    | André Lotterer     | 5   | 1   | 3   | 3   | 7   | DNF | 10  | C   | C   | 21,0   |
| 7    | Kamui Kobayashi    | 9   | 4   | 5   | 15  | 2   | 7   | 7   | C   | C   | 16,5   |
| 8    | Yuji Kunimoto      | 3   | 10  | 9   | DNF | 15  | 5   | 4   | C   | C   | 16,0   |
| 9    | Naoki Yamamoto     | 2   | 5   | 8   | DNF | 13  | 16  | 18  | C   | C   | 10,5   |
| 10   | Nick Cassidy       | 17  | 3   | 11  | DNF | 5   | DNF | 19  | C   | C   | 8,0    |
| 11   | Kenta Yamashita    | 14  | 7   | 6   | DNF | 6   | 13  | 11  | C   | C   | 6,5    |
| 12   | Kazuya Oshima      | Ret | 15  | 12  | 12  | 10  | 3   | 15  | C   | C   | 6,0    |
| 13   | Takuya Izawa       | 8   | 14  | DNF | 6   | DNF | 15  | 8   | C   | C   | 5,0    |
| 14   | Jann Mardenborough | 18  | 6   | 17  | 8   | 14  | 8   | 9   | C   | C   | 4,5    |
| 15   | Koudai Tsukakoshi  | 6   | 11  | 16  | 9   | 9   | 9   | 16  | C   | C   | 3,0    |
| 16   | Daisuke Nakajima   | 7   | 16  | 14  | 11  | 12  | 11  | 17  | C   | C   | 2,0    |
| 17   | Tomoki Nojiri      | 16  | 13  | 10  | 10  | 8   | 14  | 12  | C   | C   | 2,0    |
| 18   | Takashi Kogure     | 15  | 18  | 15  | 13  | 17  | 12  | 14  | C   | C   | 0,0    |
| 19   | Narain Karthikeyan | 13  | 17  | 13  | 14  | DNF | DNF | 13  | C   | C   | 0,0    |
| Pos. | Fahrer             | SU1 | OKA | OKA | FUJ | MOT | AUT | SUG | SU2 | SU2 | Punkte |

| Farbe                        | Bedeutung                               | Bedeutung |
| ---------------------------- | --------------------------------------- | --- |
| Gold                         | Sieger                                  | Sieger |
| Silber                       | 2. Platz                                | 2. Platz |
| Bronze                       | 3. Platz                                | 3. Platz |
| Grün                         | Platzierung in den Punkten              | Platzierung in den Punkten |
| Blau                         | Klassifiziert außerhalb der Punkteränge | Klassifiziert außerhalb der Punkteränge                                                                                         |
| Violett                      | Rennen nicht beendet (DNF)              | Rennen nicht beendet (DNF) |
| Violett                      | nicht klassifiziert (NC)                | |
| Rot                          | nicht qualifiziert (DNQ)                | nicht qualifiziert (DNQ) |
| Schwarz                      | disqualifiziert (DSQ)                   | disqualifiziert (DSQ) |
| Weiß                         | nicht am Start (DNS)                    | nicht am Start (DNS) |
| Weiß                         | zurückgezogen (WD)                      | |
| Weiß                         | Rennen abgesagt (C)                     | |
| Blanko                       | nicht teilgenommen                      | nicht teilgenommen |
| Blanko                       | verletzt oder krank (INJ)               | |
| Blanko                       | ausgeschlossen (EX)                     | |
| sonstige Formate und Zeichen | P/fett                                  | Pole-Position |
| sonstige Formate und Zeichen | kursiv                                  | Schnellste Rennrunde (in der GP2-Serie/FIA-Formel-2-Meisterschaft ab 2008 für die schnellste Rennrunde der besten zehn Piloten) |
| sonstige Formate und Zeichen | *                                       | nicht im Ziel, aufgrund der zurückgelegten Distanz aber gewertet                                                                |
| sonstige Formate und Zeichen | unterstrichen                           | Führender in der Gesamtwertung                                                                                                  |

### Teamwertung
| Pos. | Team                         | Nr. | SU1 | OKA | OKA | FUJ | MOT | AUT | SUG | SU2 | SU2 | Punkte |
| ---- | ---------------------------- | --- | --- | --- | --- | --- | --- | --- | --- | --- | --- | ------ |
| 1    | P.μ/cerumo・INGING           | 1   | 3   | 10  | 9   | DNF | 15  | 5   | 4   | C   | C   | 47.5   |
| 1    | P.μ/cerumo・INGING           | 2   | 4   | 8   | 2   | 1   | 4   | 4   | 6   | C   | C   | 47.5   |
| 2    | Team Mugen                   | 15  | 10  | 19  | 7   | 5   | 1   | 1   | 2   | C   | C   | 43.5   |
| 2    | Team Mugen                   | 16  | 2   | 5   | 8   | DNF | 13  | DNF | 18  | C   | C   | 43.5   |
| 3    | Vantelin Team TOM’S          | 36  | 5   | 1   | 3   | 3   | 7   | DNF | 10  | C   | C   | 41     |
| 3    | Vantelin Team TOM’S          | 37  | 1   | 9   | 18  | 7   | 11  | 6   | 3   | C   | C   | 41     |
| 4    | Sunoco Team LeMans           | 7   | 11  | 12  | 4   | 2   | 3   | 2   | 5   | C   | C   | 34.5   |
| 4    | Sunoco Team LeMans           | 8   | DNF | 15  | 12  | 12  | 10  | 3   | 15  | C   | C   | 34.5   |
| 5    | Itochu Enex Team Impul       | 19  | 12  | 2   | 1   | 4   | 16  | 10  | 1   | C   | C   | 27.5   |
| 5    | Itochu Enex Team Impul       | 20  | 18  | 6   | 17  | 8   | 14  | 8   | 17  | C   | C   | 27.5   |
| 6    | KCMG                         | 18  | 9   | 4   | 5   | 15  | 2   | 7   | 7   | C   | C   | 16.5   |
| 7    | Kondō Racing                 | 3   | 17  | 3   | 11  | DNF | 5   | DNF | 19  | C   | C   | 12.5   |
| 7    | Kondō Racing                 | 4   | 14  | 7   | 6   | DNF | 6   | 13  | 11  | C   | C   | 12.5   |
| 8    | Docomo Team Dandelion Racing | 40  | 16  | 13  | 10  | 10  | 8   | 14  | 12  | C   | C   | 6      |
| 8    | Docomo Team Dandelion Racing | 41  | 8   | 14  | DNF | 6   | DNF | 15  | 8   | C   | C   | 6      |
| 9    | Real Racing                  | 10  | 6   | 11  | 16  | 9   | 9   | 9   | 16  | C   | C   | 3      |
| 10   | Nakajima Racing              | 64  | 7   | 16  | 14  | 11  | 12  | 11  | 17  | C   | C   | 2      |
| 10   | Nakajima Racing              | 65  | 13  | 17  | 13  | 14  | DNF | DNF | 13  | C   | C   | 2      |
| 11   | B-MAX Racing Team            | 50  | 15  | 18  | 15  | 13  | 17  | 12  | 14  | C   | C   | 0      |
| Pos. | Team                         | Nr. | SU1 | OKA | OKA | FUJ | MOT | AUT | SUG | SU2 | SU2 | Punkte |